# 不染鉄
不染 鉄（ふせん てつ、1891年6月16日 - 1976年2月28日）は、大正から昭和にかけて活動した日本画家。

## 生涯
1891年（明治24年）6月16日、東京・小石川の光円寺住職であった不染信翁の子として生まれる。本名は哲治。のち哲爾に改める。別号に鉄二。「不染」の名字は、平民苗字必称義務令にあたり父・信翁自らが名乗ったものだという。当時一般には僧侶の妻帯を認められておらず、母との関係はふせられたまま不染は光円寺で育てられた。
こうした複雑な境遇から、不良少年とみなされていたという。小学4年の春に千葉県富浦の西方寺で修行させられた後、芝中学校、攻玉社中学校、大正大学などで学ぶ。画を志し、山田敬中に師事。20歳代初めに日本美術院研究生となった。
写生旅行のため伊豆大島と式根島に行き、突然そこで漁師となって三年間滞留した。本土に戻った後、京都市立絵画専門学校（現在の京都市立芸術大学）に入学して、在学中に特待生となり、1919年（大正8年）の第1回帝展で「夏と秋」が初入選した。1923年3月、京都絵専を首席で卒業した。在学中は10歳以上年が離れた上村松篁と親しく、彼を「都の公達」と呼び、『孟子』や『万葉集』を薦めたという。松篁によると、当時流行していた写実主義による写生を好まず、学校の図書館で『一遍上人絵伝』を模写していたという。帝展には伊豆を題材にした作品を度々出展。日本美術展では銀牌を受賞した。
第二次世界大戦後の1946年には、かつて図画の教員を務めていた縁から奈良県の正強中学校理事長に招かれ、ついで正強高等学校（現・奈良大学附属高等学校）校長を務める。以後、他界まで奈良に過ごした。1952年に正強学園理事長を退任した後は画業に専念。画壇は離れたが、奈良を題材とした作品や、青年時代の思い出に連なる海を題材とした作品を描き、奈良女子大学の学生達との交流を楽しみつつ、悠々自適の晩年を送った。
1976年（昭和51年）2月28日、直腸癌により死去。84歳だった。遺体は、遺志により奈良県立医科大学で献体され、遺髪が光円寺の母の墓に埋葬された。弟子に上田道三、養女となった野田和子など。

## 作品
不染の作品は、「克明な描写と、古絵巻に学んだ大和絵的手法を融合した作品」と評され、「俯瞰と接近の相まった独創的な視点」も特徴として挙げられる。その自由な表現と一つのものへのこだわり方からアウトサイダー・アートを思わせ、生き方は同時代の田中一村や高島野十郎を想起させる。現代の日本画家でもまず用いない、サインペンやボールペンを使い、かつその道具なりの表現を達成できている。弟子の野田和子は思わず「先生、サインペンなんかで描いていいんですか」と尋ねると、「考えてもみてごらん。北斎がいま生きていたら、サインペンみたいに便利なものを使わないわけがないだろう」と答えたと言う。絵の中に、細かい字で言葉を書き込むのも不染鉄の特徴である。しかも、内容は和歌や漢詩、教訓ではなく、他愛もない普通の内容を現代人が読める字で書いている。弟子によると不染から、絵がわからない人も文字を読んだらわかるように文章を書けばよいし、文字が読めない人でもわかるような絵を描きなさい、と教わったという。
「芸術はすべて心である。芸術修行とは心をみがく事である」を信条とし、「きれいでなくても小さくても。立派でなくても。淋しいんだから淋しい一人で眺める画を描こうと思った…野心作だの大努力作よりも小さな真実をかこう」という芸術観をもち、「いヽ人になりたい」という言葉を残している。

## 代表作
| 作品名                       | 技法                 | 形状・員数    | 寸法（縦x横cm）                                    | 所有者                                             | 年代                       | 落款・印章 | 備考                   |
| ---------------------------- | -------------------- | ------------- | -------------------------------------------------- | -------------------------------------------------- | -------------------------- | ---------- | ---------------------- |
| 秋声                         | 絹本着色             | 二曲一隻      | 166.0x85.0                                         | 奈良県立美術館                                     | 1918年（大正7年）頃        |            | 美術研精会佳作         |
| 海村                         | 紙本着色             | 二曲一隻      | 194.7x192.4                                        | 個人                                               | 1923年（大正11年）         |            | 日本美術展覧会首席入賞 |
| 冬                           | 紙本着色             | 軸装          | 51.5x76.0                                          | 京都市立芸術大学芸術資料館                         | 1923年（大正12年）         |            | 卒業制作               |
| 山海図絵（伊豆の追憶）       | 紙本着色             | 額装          | 186.0x210.0                                        | 木下美術館                                         | 1925年（大正13年）         |            | 第6回帝展              |
| 大島風景                     | 紙本着色金彩         | 幅装          | 53.5x82.3                                          | 個人（大阪中之島美術館準備室寄託）                 | 大正末期頃                 |            |                        |
| 思出之記（田圃、水郷、海邊） | 紙本着色             | 巻子装（3巻） | 田圃：31.5x293.5 水郷：32.0x260.0 海邊：31.0x260.0 | 個人                                               | 1927年（昭和2年）          |            | 第8回帝展              |
| 秋色山村                     | 絹本着色             | 額装          | 95.6x86.3                                          | 奈良県立美術館                                     | 昭和初期頃                 |            |                        |
| 仙人掌                       | 紙本着色             | 二曲一隻      | 168.0x179.0                                        | 個人                                               | 1933年（昭和8年）          |            | 第14回帝展             |
| 春の信濃路                   | 紙本墨画             | 軸装          | 136.0x23.0                                         | 京都国立近代美術館                                 | 1935年（昭和10年）3月30日  |            |                        |
| 大島絵物語                   | 紙本墨画             | 巻子装        | 22.5x307.0                                         | 源覺寺                                             | 昭和10年代頃               |            |                        |
| 聖観世音                     | 紙本墨画金彩         | 軸装          | 121.9x31.5                                         | 公益財団法人大和文化財保存会（奈良県立美術館寄託） | 制作年不明                 |            |                        |
| 奈良風景                     | 紙本墨画             | 扁額          | 27.0x116.0                                         | 奈良県立美術館                                     | 1946年（昭和21年）         |            |                        |
| 春風秋雨                     | 紙本墨画             | 軸装（4幅対） | 136.0x32.8                                         | 星野画廊                                           | 1955年（昭和30年）頃       |            |                        |
| 南海之図                     | 紙本墨画             | 軸装          | 171.0x94.0                                         | 京都国立近代美術館                                 | 1955年（昭和30年）頃       |            |                        |
| 南海之図                     | 紙本墨画             | 軸装          | 174.8x93.8                                         | 愛知県美術館                                       | 1955年（昭和30年）頃       |            |                        |
| 奈良物語                     | 紙本墨画             | 巻子装        | 25.0x263.0                                         | 源覺寺                                             | 1960年（昭和35年）頃       |            |                        |
| 古い自転車                   | 紙本着色             | 額装          | 65.0x65.0                                          | 個人                                               | 1968年（昭和43年）12月29日 |            |                        |
| 廃船                         | 紙本着色             | 額装          | 47.5x101.0                                         | 京都国立近代美術館                                 | 1969年（昭和44年）頃       |            |                        |
| 思い出の浄瑠璃寺の巻         | 紙本着色、ボールペン | 巻子装        | 18.7x277.0                                         | 奈良県立美術館                                     | 1969年（昭和44年）10月22日 |            |                        |
| ともしび（裏面：海）         | 紙本墨画着色         | 衝立          | 93.8x84.6                                          | 奈良県立美術館                                     | 昭和40年代後半             |            |                        |
| 落葉浄土                     | 紙本着色金彩         | 額装          | 93.0x105.0                                         | 奈良県立美術館                                     | 1974年（昭和49年）頃       |            |                        |
| 薬師寺東塔之図               | 紙本墨画着色金彩     | 額装          | 122.0x84.8                                         | 源覺寺                                             | 昭和40年代頃               |            |                        |
| いちょう                     | 紙本着色             | 額装          | 63.5x74.2                                          | 光円寺                                             | 昭和40年代頃               |            |                        |
| 与ひょうとお鶴の巻           | 紙本墨画着色         | 巻子装        | 18.6x282.5                                         | 奈良県立美術館                                     | 昭和40年代頃               |            |                        |
| 山                           | 紙本着色             | 額装          | 59.9x191.1                                         | 奈良県立美術館                                     | 制作年不明                 |            |                        |
| 海                           | 紙本着色金彩         | 額装          | 89.0x115.0                                         | 奈良大学                                           | 1975年（昭和50年）頃       |            |                        |

## 展覧会と画集の刊行
その画業をまとめて観ることのできる大規模な展覧会は、1976年に奈良県立美術館で回顧展が開催されて以来、長らく開催されず、「幻の画家」などと評される所以となった。2017年、絵画のほか晩年の絵はがきや陶器など約120点を展示する回顧展が東京ステーションギャラリーで開催され、奈良県立美術館にも巡回した。
展示会の図録などを除けば初の本格的な画集である『不染鉄之画集』（求龍堂）が2018年に刊行されるなど、再評価されている。